# درخت پروانه (گیاه)
درخت پروانه (نام علمی: Laburnum anagyroides) نام یک گونه از سرده درخت پروانه است.